# Lorenzo Nina
Lorenzo Nina (Recanati, 12 de mayo de 1812 – Roma, 25 de julio de 1885) fue un cardenal italiano. Descendiente de una distintiva familia recanatense sin títulos nobiliarios, fue nombrado cardenal pero no tuvo consagración episcopal.

## Biografía
Estudió en el seminario de Recanati, luego en el pontificio de Roma y finalmente en la Universidad de Roma La Sapienza donde se graduó in utroque jure.
En diciembre de 1835 fue ordenado sacerdote.
Después haber ocupado numerosos cargos de docente y de prelado de la Curia (incluyendo el de protonotario apostólico), el 12 de marzo de 1877 el Papa Pío IX lo creó cardenal con el título de cardenal diácono de Santo Ángel en Pescheria.
El 19 de octubre del mismo año fue nombrado prefecto en los estudios de la Curia Romana.
Participó en el cónclave de 1878 que eligió al Papa León XIII.
El 9 de agosto de 1878 el recién elegido papa lo nombró cardenal secretario de Estado y el 28 de febrero de 1879 optó por el título de cardenal presbítero de Santa María en Trastevere.
Tras dejar la Secretaría de Estado el 7 de noviembre de 1881 llegó a ser prefecto de la Sagrada Congregación para el Concilio y prefecto de la Curia romana, tareas que mantuvo hasta su muerte, intervenido en Roma el 25 de julio de 1885 a la edad de 73 años.
Fue sepultado en el Cementerio comunal monumental Campo Verano en Roma.

## Condecoraciones
- Caballero gran cruz de la Orden de San Esteban de Hungría (1879).